# Boris Pahor
Boris Pahor [bóris páhor], slovenski pisatelj, * 26. avgust 1913, Trst, † 30. maj 2022, Kontovel pri Trstu. 
Veljal je za enega najpomembnejših slovenskih zamejskih pisateljev, obenem je tudi eden najbolj prevajanih slovenskih avtorjev. Njegova dela so prevedena v francoščino, nemščino, srbohrvaščino, madžarščino, angleščino, španščino, italijanščino, katalonščino, finščino in esperanto. Na prvem mestu med prevodi je Nekropola, roman o pisateljevem življenju v taborišču Natzweiler-Struthof, ki je bil preveden v 18 jezikov. Večkrat so ga omenjali kot kandidata za Nobelovo nagrado za književnost. Pahor je bil deklarirani antifašist in pričevalec o fašističnem nasilju nad Slovenci v Italiji ter trpljenju v nemških koncentracijskih taboriščih med drugo svetovno vojno. Bil je vztrajni zagovornik nacionalnosti kot primarne socialne identitete.
Po smrti Giuseppeja Teie 17. januarja 2020 je postal najstarejši prebivalec Furlanije - Julijske krajine. Konec avgusta 2021, nekaj dni po 108. rojstnem dnevu, se je glede na podatke spletne strani s podatki o italijanskih "superstarostnikih" uvrstil v skupino desetih najstarejših moških v Italiji. Ob svoji smrti doma v Kontovelu pri Trstu malo manj kot tri mesece pred njegovim 109. rojstnim dnem je bil Boris Pahor najstarejši živeči Slovenec moškega spola oz. drugi najdlje živeči doslej, sicer pa deveti (zdaj 11.) najdlje živeči Slovenec vseh časov na Slovenskem (po razpoložjivih podatkih) ter daleč najdlje živeči Slovenec, ki je bil tudi pomembna javna osebnost. Pokopali so ga na tržaškem pokopališču sv. Ane 7. junija 2022 ob udeležbi njegovih prijateljev, pa tudi najvišjih predstavnikov tržaških civilnih in cerkvenih oblasti ter predstavnikov zamejskih Slovencev in Republike Slovenije (treh aktualnih ter dveh nekdanjih ministrov).  

## Mladost in šolanje
Pahor je bil rojen v slovenski družini v Trstu, tedaj v Avstro-Ogrski. Njegov oče Franc se je v mesto preselil iz
Kostanjevice na Krasu in je bil zaposlen kot uradnik avstrijske uprave. Leta 1919 ga je nova italijanska oblast odpustila in je delal kot ulični prodajalec. Mati Marija Ambrožič je bila iz Male Pristave pri Šentpetru (danes Pivka), rodila pa se je v Materiji.
V otroških in mladostniških letih je bil Boris Pahor priča rasti nacionalistične ideologije in fašizma, leta 1920 npr. požigu slovenskega Narodnega doma v Trstu, ki so ga izvedli italijanski fašisti. Spomin nanj je popisan v zbirki Kres v pristanu in v romanu Trg Oberdan (na tem trgu, poimenovanem po Guglielmu Oberdanu, italijanskem iredentistu iz 19. stoletja, je namreč stal Narodni dom). O nasilju nad slovenščino je nazorno pisal v črtici Metulj na obešalniku iz zbirke Grmada v pristanu, kjer fašistični učitelj malo Julko obesi za kite na kavelj obešalnika, ker je govorila slovensko.
V slovensko osnovno šolo v Trstu je začel hoditi leta 1919. 1923 je vse slovenske in hrvaške šole v Julijski krajini odpravila Gentilejeva šolska reforma in je šolanje nadaljeval v italijanščini. 1930 se je vpisal na klasično gimnazijo v škofijskem semenišču v Kopru, kjer je maturiral leta 1935. Za tem je v Gorici študiral teologijo, vendar je študij leta 1938 opustil. Med študijem ga je močno šokiral brutalni napad na slovenskega zborovodjo Lojzeta Bratuža, ki so ga fašisti na božični večer leta 1936 ugrabili in mučili in je za posledicami mučenja v goriški bolnišnici umrl.  
Med študijem se je začel zavzemati za slovenski knjižni jezik. V tem času je bila prepovedana vsakršna javna in zasebna raba slovenščine v Julijski krajini. Pahor je zato objavil svojo prvo prozo v celjski reviji Mladika pod psevdonimom Jožko Ambrožič. Leta 1939 je navezal pisemski stik s pesnikom Edvardom Kocbekom. Ta ga je seznanil s sodobnimi literarnimi smermi in mu pomagal pri knjižnem jeziku. V Trstu je bil v tesnem stiku s slovenskimi antifašističnimi intelektualci in tigrovci, ki so delovali podtalno, npr. s pesnikom Stankom Vukom. Iz tega časa je tudi njegovo urednikovanje revij Malajda (1939) in Dvignjeni iz nedelje strmimo v zemeljski krog (1940); slednja si je naslov izposodila iz Kocbekove pesmi Slovenska zemlja v zbirki Zemlja.

## Vojna in ujetništvo
Leta 1940 je bil Pahor vpoklican v italijansko vojsko in 1941 poslan v Libijo (Gars Garabulli, Garian, Tripolis, Cirenaika, Bengazi, Derna). O libijski izkušnji in osebni preobrazbi, ki so jo sprožila srečanja z arabskim svetom in istrskimi vojaškimi sotrpini, priča v romanu Nomadi brez oaze. Pred vrnitvijo v Italijo je ponovno maturiral v Bengaziju, ker mu mature iz koprskega zavoda niso priznali. Leta 1941 je bil kot vojaški prevajalec s činom narednika premeščen v taborišče za ujete častnike jugoslovanske vojske v Bogliacu pri Gardskem jezeru. Na Univerzi v Padovi je vpisal študij italijanske književnosti.
Po propadu Mussolinijeve Italije in kapitulaciji Italije se je septembra 1943 vrnil v Trst, ki je že bil pod nemško okupacijo, in se pridružil osvobodilni fronti. Leta 1955 je to obdobje popisal v romanu Mesto v zalivu. 21. januarja 1944 so ga aretirali domobranci in ga predali gestapu. Ti so ga strpali v zapor Coroneo v Trstu in ga 28. februarja 1944 skupaj s 600 drugimi deportiranci poslali v nacistična koncentracijska taborišča (Natzweiler-Struthof, Markirch, Dachau, Mittelbau-Doro, Harzungen in Bergen-Belsen), ki je bil osvobojen 15. aprila 1945. Izkušnje iz koncentracijskih taborišč so postale tema Pahorjevih del (npr. Nekropola), zaradi česar so ga primerjali s Primom Levijem, Imrom Kerteszem in Jorgejem Semprúnom. Med aprilom 1945 in decembrom 1946 je bil zaradi jetike (hemoptiza iz desne polovice pljuč) prepeljan v sanatorij Rdečega križa Calmette par Charly v francoskem zdravilišču v Villers-sur-Marne v regiji Île-de-France (o tem piše v romanu Onkraj pekla so ljudje).

## Po drugi svetovni vojni
Pahor se je v Trst vrnil konec leta 1946, ko je bilo območje pod zavezniško upravo. Leta 1947 je na Univerzi v Padovi pri profesorju Arturu Cronii diplomiral s temo Ekspresionizem in neorealizem v liriki Edvarda Kocbeka in pesnika istega leta prvič srečal. Navezala sta tesno prijateljstvo, ki je trajalo vse do Kocbekove smrti. Nekaj let je živel kot svobodni književnik. Prejel je pisateljsko štipendijo in objavljal v Bevkovi reviji Razgledi. Konec leta 1951 se je v Primorskem dnevniku postavil v bran Kocbekove zbirke Strah in pogum, ki je doživljala kritiški pogrom. Posledica tega je bil razkol tržaškega levičarskega kroga, v katerem je Pahor deloval od leta 1946, in konec Pahorjevega sodelovanja s Primorskim dnevnikom. 1953 je po prenehanju Razgledov poskusil z izdajanjem svoje revije Sidro (skupaj s Pavletom Merkujem in Alojzom Rebulo) in nato Tokovi, ki pa sta bili kratkega diha. Zbližal se je z liberalnimi demokrati in leta 1966 ustanovil Zaliv (njen odgovorni urednik je bil do konca pisatelj Milan Lipovec), v katerem je zagovarjal tradicionalno demokratično politiko proti enopartijskemu sistemu takratne socialistične Jugoslavije. Časopis je bil do konca izhajanja leta 1990 prostor za polemične objave slovenskih oporečnikov. 
Med letoma 1953 in 1975 je Pahor poučeval kot profesor italijanske književnosti na slovenski srednji šoli v Trstu. Bil je aktiven član in častni podpredsednik Mednarodnega združenja za zaščito ogroženih jezikov in kultur AIDLCM (Association internationale pour la défense des langues et cultures menacées). V tej funkciji je prepotoval Evropo in odkrival njeno kulturno raznovrstnost. Poleg slovenščine in italijanščine je tekoče govoril tudi francosko. Politično je podprl stranko Slovenska skupnost in za splošne in lokalne volitve kandidiral na njeni listi. Leta 1969 in leta 1976 je predaval na Študijskih dnevih Draga. 
Leta 1952 se je poročil z Radoslavo Premrl (umrla 2009), sestro slovenskega protifašističnega borca in narodnega heroja Janka Premrla - Vojka.
1993 je bil izvoljen za dopisnega, 2009 pa za rednega člana (v razredu za umetnosti) Slovenske akademije znanosti in umetnosti (SAZU).

### »Afera Zaliv«
Leta 1975 sta Pahor in Alojz Rebula v Trstu izdala brošuro Edvard Kocbek: pričevalec našega časa z intervjujem s slovenskim pesnikom in mislecem Edvardom Kocbekom, v katerem je obsodil zunajsodni poboj 11.000 na Koroško prebeglih slovenskih domobrancev, ki so jih Britanci vrnili Jugoslaviji. Knjiga je v Jugoslaviji dvignila veliko prahu, Kocbek je bil obsojen in izločen iz javnega življenja. Zaliv, ki je knjigo izdal, je bil v Jugoslaviji prepovedan, vstop v državo so za eno leto in potem še za dve leti, vse do leta 1979, prepovedali tudi Pahorju, ki je spet prestopil mejo leta 1981, ko se je udeležil Kocbekovega pogreba. Leta 1989 je Pahor pri Slovenski matici izdal spomine na Kocbeka v knjigi Ta ocean strašnó odprt, s čimer je pripomogel k pesnikovi rehabilitaciji.

## Pojavljanje v medijih in politično delovanje
Leta 2004 so v tržaškem gledališču Cristallo uprizorili dramatizacijo Pahorjeve novele Rože za gobavca iz zbirke Grmada v pristanu in pripravili razstavo avtorjevih knjig v veliki dvorani stare borzne palače, 2006 pa so v Slovenskem stalnem gledališču v Trstu uprizorili predstavo po dramatizaciji njegovega romana Spopad s pomladjo. Januarja 2008 je bilo v časopisu La Repubblica v članku z naslovom Il caso Pahor (Primer Pahor) izraženo obžalovanje, da je bil avtor v Italiji zaradi italijanske nacionalistične atmosfere v Trstu tako dolgo neznan:
 40 let je bilo potrebnih za tako pomembnega avtorja, da postane znan v svoji državi ... Predolgo je bilo v nekem interesu, da se prikrije, da v »absolutno italijanskem« Trstu nekdo ustvarja velike odlične stvari v jeziku, drugačnem od italijanskega.
Februarja 2008 je imel v popularni sobotni pogovorni oddaji Che tempo che fa na državni televiziji RAI intervju s Fabiom Faziom, kjer je opozoril na zločine, ki jih je italijanski fašizem storil nad Slovenci na Tržaškem in drugje. Leta 2010 je bila Nekropola uprizorjena na gledališkem odru v Trstu. Marca 2010 je Radiotelevizija Slovenija posnela dokumentarni film o Pahorjevem življenju Trmasti spomin, v katerem sodelujejo Marta Verginella, Jože Pirjevec, Claudio Magris, Antonie Spire, Paolo Rumiz in Miran Košuta. V produkciji BBC-ja pa je nastal odmevni dokumentarec z naslovom Mož, ki je preveč videl. Slovensko televizijsko premiero je doživel 26. januarja 2021 na TV Slovenija. 
Leta 2007 je Pahor javno podprl kandidata LDS Mitja Gasparija za predsednika Slovenije. Leta 2009 je kandidiral na listi Južnotirolske ljudske stranke za Evropski parlament. 2010 je posegel v slovensko politiko z izjavami, ki so nekatere njegove občudovalce razočarale: z nasprotovanjem arbitražnemu sporazu s Hrvaško, s predlogom za spremembo slovenske himne in z negodovanjem zaradi izvolitve priseljenega temnopoltega Petra Bossmana za piranskega župana.  
Ob 100. obletnici požiga Narodnega doma, ko je bil ta julija 2020 vrnjen Slovencem, sta Borisu Pahorju, ki je požig pri starosti 7 let sam doživel, predsednika Italije in Slovenije, Sergio Mattarella in Borut Pahor hkrati izročila najvišji državni odlikovanji obeh držav.  
Boris Pahor je bil častni predsednik edine slovenske stranke v Italiji, Slovenska skupnost (SSk).

## Leposlovje
Pahorjev stil označujejo kot nacionalno in humanistično angažirani realizem z idealnima vrednotama erosa in etosa. Poudarjal je, da je ljubezen edina vrednota, ki lahko človeka v osebnem in človeštvo v socialnem smislu odreši zla. Jože Pogačnik ga je imel za dediča nove romantike, simbolizma, ekspresionizma, socialnega oz. novega realizma. Pahorjeva proza je bila poudarjeno lirična. Pod francoskim vplivom je razvil slogovni postopek asociativnega toka zavesti. V svetovnonazorskem pogledu je bil agnostik, vitalist, aktivist in pluralist. Venomer je poudarjal nacionalno zavest, ki je nujna za preživetje Slovencev v Italiji ter človeka in človeštva v svetu. Njegova knjiga Nekropola po vseh prevodih (začenši s francoskim, ki je odprl pot prevodom še v druge jezike) in ponatisih velja za eno najboljših pričevanj o taboriščnem življenju v svetovnem merilu.

## Nagrade in častna priznanja
- nagrada vstajenje (Trst, 1970)
- Prešernova nagrada, 1992
- dopisni član SAZU (1993)
- srebrni častni znak svobode Republike Slovenije za življenjski opus, nepopustljivo prizadevanje v prid svobodne Evrope in zoper nacifašizem ter za dobrobit zamejskih Slovencev (2000)
- častni član društva Rojanski Krpan (2001)[10]
- nagrada zlati sv. Just, ki jo tržaški časnikarji podeljujejo mednarodno uveljavljenim someščanom (2003)
- častni predsednik stranke Slovenska skupnost (SSk)
- častni doktorat Univerze na Primorskem (2005)
- red legije časti (Chevalier de l'Ordre de la Légion d'honneur), najvišje francosko državno priznanje (2007)
- častni doktorat Univerze v Ljubljani (2008)
- mednarodna nagrada za književnost Viareggio Versilia (2008)
- nagrada "Latisana per il Nord Est« (2008)
- nagrada Napoli za tuje literature (2008)
- razglasitev Nekropole za italijansko knjigo leta (2008)
- velika nagrada odličnosti in mojstrstva (2008, Otočec-Novo mesto)
- avstrijski častni križ za znanost in umetnost, najvišje priznanje, ki ga lahko dobi tujec v Avstriji (dobil ga je za ozaveščanje o nevarnostih fašizma, 2009)
- redni član Slovenske akademije znanosti in umetnosti (SAZU, 2009)
- častni občan Maribora (2010)
- francoski znak komturja v umetnosti in humanistiki (Commandeur de l'Ordre des Arts et des Lettres) (2011)
- častna medalja mesta Salzburg (2012)
- častni meščan Trsta (2013)
- nagrada Sveta Evrope Državljan Evrope (2013)
- Tischlerjeva nagrada (Celovec, 2013)
- častni naziv kulturni ambasador Republike Slovenije (2015, ob 102. letu)
- Meškovo priznanje (Ljubljana, 2016) za publicistično "razbijanje enoumja" kot "glasnik demokracije"
- na pobudo uprave Mladinske knjige so mu aprila 2017 v bližini Kocbekovega v ljubljanskem Tivoliju odkrili spomenik v nadnaravni velikosti (kipar Mirsad Begić)
- na Bunčetovi domačiji v Dutovljah so uredili njegovo spominsko sobo (junij 2017)
- vitez velikega križa italijanske republike in
- red za izredne zasluge RS (najvišje italijansko in slovensko državno odlikovanje - podeljena skupaj, julij 2020)

Večkrat je bil predlagan tudi za Nobelovo nagrado.

### Odklonjene časti
Decembra 2009 je tržaški župan Roberto Dipiazza ponudil Pahorju častno meščanstvo za njegovo vlogo na kulturnem področju, trpljenje med nacistično okupacijo in nasprotovanje jugoslovanskemu komunističnemu režimu. Pahor je častno priznanje zavrnil, ker v utemeljitvi ni bilo omembe njegovega nasprotovanja italijanskemu fašizmu; sprejel ga je šele 2013 od (levega) župana Roberta Cosolinija. Italijanski levičarski intelektualci (na primer Margherita Hack) so takrat podprli Pahorjevo odločitev. Marca 2010 je bil Pahor predlagan za častnega meščana Ljubljane, vendar komisija za nagrade Mestne občine Ljubljana predloga ni poslala mestnim svetnikom, ker je Pahor izjavil, da si te časti ne želi, z utemeljitvijo, da se je Ljubljana po prvi svetovni vojni do slovenske Primorske obnašala mačehovsko. 

### Romani
- Mesto v zalivu (1955); skrajšano v Razgledih 1949-51
- Vila ob jezeru (1955)
- Nomadi brez oaze (1956)
- Onkraj pekla so ljudje (1958), 1978 leta izdan z naslovom Spopad s pomladjo, dramatizacija Igor Lampret in Marko Sosič, prevod v francoščino Printemps difficile
- Parnik trobi nji (1964)
- Nekropola (1967) (v francoščini je naslov Pèlerin parmi les ombres, Romar med sencami, 1990; prevod v italijanščino Necropoli (Založba Fazi editori, več kot 30.000 izvodov)
- Zatemnitev (1975)
- Spopad s pomladjo (1978, 1998) (nova izdaja romana Onkraj pekla so ljudje)
- V labirintu (1984)
- V vodoravni legi (1997)
- Zibelka sveta (1999)
- Zgodba o reki, kripti in dvorljivem golobu (2003)
- Trg Oberdan (2006)
- Knjiga o Radi (2012)

### Kratka proza
- Moj tržaški naslov (1948)
- Kres v pristanu (1959) pdf[mrtva povezava], 1972 izdane pod naslovom Grmada v pristanu (dopolnjena izdaja 2021)
- Na sipini (1960) pdf[mrtva povezava]
- Varno naročje (1974)
- Dihanje morja (2001)

### Esejistika
- Svobodna polemika (1952)
- Odisej ob jamboru (1969)
- Tržaški mozaik (1983)
- Ladja brez krmarja: narodna identiteta v italijanski književnosti od Danteja do Slataperja (1996)
- Pogled iz jamborovega koša (1998)
- Tržaški odzivi (2001)
- Letteratura slovena del Litorale: vademecum / Kosovel a Trieste e altri scritti« (2004) – kratka biografija
- Trst in slovenski čas (2006)

### Drugo, dokumentarno (spomini, intervjuji) in drugi o njem
- Mali samouk (1963) – otroška pravljica
- Skarabej v srcu (1970) – dnevnik, spomini
- Edvard Kocbek: pričevalec našega časa – intervju (skupaj z Alojzom Rebulo)
- Ta ocean, strašnó odprt (1989) – spomini, dnevnik
- Žlahtne transverzale (1991) – dnevnik
- Napoved nove plovbe (1992) – dnevnik
- Srečko Kosovel (1993) – študija, biografija (v italijanščini) (v slovenščini: Srečko Kosovel: Pričevalec zaznamovanega stoletja 2008)
- Slovenska svatba (1995) – dnevnik
- V vodoravni legi (1997) – spomini tretje osebe
- Notranji odmevi (2003) – zapiski, spomini
- Meni pojejo fantje, meni pojejo! (2004)
- Moje suhote in njihovi ljudje (2008)
- Tre volte no (2009) – intervju (Mile Orlić)
- Zalivi: čitanka (2010) – izbrani odlomki (uredila Tatjana Rojc, bibliografija Matjaž Hočevar)
- Sončna ura: Pisemska korespondenca Borisa Pahorja in Marije Žagar (1961–1996) (2010) – (uredila in opombe napisala Urška Perenič)
- Trikrat ne: spomini svobodnega človeka (prevod intervjuja, 2011)
- Tako sem živel: stoletje Borisa Pahorja (avtorica življenjepisa Tatjana Rojc) (2013)
- In mimo je šel spomin – Trenutni in ne prav trenutni zapisi (1936-2010) (2013)

- Rdeči trikotniki (soavtorica Tatjana Rojc) (2015, 2016...)
- Glas iz zaliva - pogovor z Borisom Pahorjem (intervju – Peter Kovačič Peršin, 2015; 2. dopolnjena izd. 2016)
- V imenu dialoga - dnevniški zapisi (2016)
- Igor Omerza: Boris Pahor v žrelu Udbe, 2017 (isti: Kocbek, Pahor, Jančar in Udba, 2022)
- Ne vojna, ne vojna, ampak dialog! - en dan z Borisom Pahorjem (intervju - Julij Bertoncelj, 2017)
- Boris Pahor - najini pogovori (intervjuji - Darka Zvonar, 2018)
- Brez Kocbekovega sodelovanja ne bi bilo Osvobodilne fronte (v sodelovanju s Petrom Kovačičem Peršinom in Mihaelom Glavanom, 2018)
- Tako mislim (izbor citatov, uredil Zdravko Duša, 2020)
- Boris Pahor : Scrittore senza frontiere - Studi, interviste e testimonianze / Boris Pahor : Pisatelj brez meja - Študije, intervjuji in pričevanja (zbornik, 2021)
- dokumentarni film o življenju in delu Borisa Pahorja z naslovom Mož, ki je preveč videl, nastal v produkciji BBC-ja (slovensko televizijsko premiero je doživel 26. januarja 2021)
- Nekropola - roman v stripu (risar Jurij Devetak, 2022 /it. prevod: Necropoli, 2023)
- Figlio di nessuno. Un'autobiografia senza frontiere, 2022 (zapisala Cristina Battocletti) /slov. prevod Nikogaršnji sin - avtobiografija brez meja, 2023 (prevedla Tadej Pahor in Edvin Dervišević, spremna beseda Adrijan Pahor)
- Trst, to je tam, kjer je Boris Pahor (zbornik uredila Urška Perenič in Igor Grdina, 2024)
- Jaz pa nikoli nisem sanjal: Opus Borisa Pahorja med življenjem in pisanjem (uredila Urška Perenič, 2024)

### Boris Pahor v leposlovju
- Fulvio Tomizza: Gli sposi di via Rossetti: Tragedia in una minoranza (1986); slov. Mladoporočenca iz ulice Rossetti: Tragedija neke manjšine (1987), prev. Majda Capuder.
- Tamara Matevc: Zaljubljeni v smrt (režija Samo M. Strelec), Slovensko stalno gledališče Trst, premiera 16. 1. 2009. Pahor je snov teh dveh del, tj. razmerje med Stankom Vukom in Danico Tomažič, obdelal že prej v romanu Zatemnitev (1975).